# Division 1 1997-1998
La Division 1 1997-1998 è stata la 60ª edizione della massima serie del campionato francese di calcio, disputata tra il 2 agosto 1997 e il 9 maggio 1998 e concluso con la vittoria del Lens, al suo primo titolo.
Capocannoniere del torneo è stato Stéphane Guivarc'h (Auxerre) con 21 reti.

## Stagione

### Formula
Per la prima volta dopo ventotto anni, il lotto delle squadre partecipanti ritornò a 18 squadre.

### Avvenimenti
Il torneo si aprì con le cinque vittorie consecutive del Metz, ai danni di alcune delle protagoniste di quegli anni come l'Auxerre, il Paris Saint-Germain e i campioni in carica del Monaco; successivamente, i Grenats furono in grado di mantenere l'imbattibilità fino alla decima giornata. Due settimane dopo, il Paris Saint-Germain approfittò di una sconfitta del Metz a Marsiglia per prendere la testa della classifica, ma dopo tre giornate lo stesso Olympique Marsiglia sconfisse i parigini, raggiungendoli assieme al Metz, e alla sedicesima giornata prese il comando della classifica per poi vanificare tutto con una sconfitta a Strasburgo.
A concludere in testa il girone di andata fu il Metz che, in apertura della seconda tornata, fu protagonista di un testa a testa con il Monaco, messo definitivamente fuori gioco grazie a un 3-0 nello scontro diretto casalingo del 19 dicembre.. Con l'inizio del nuovo anno riemerse l'Olympique Marsiglia che, analogamente a quanto accaduto al Monaco poche settimane prima, agganciò il Metz, ma sciupò tutto nello scontro diretto del 7 marzo. In seguito a questo risultato, l'OM lasciò il secondo posto al Lens, che prima di allora era rimasto a ridosso della lotta al vertice: vincendo le successive gare con un notevole scarto di reti e prevalendo nello scontro diretto in programma alla trentesima giornata, il Lens si ritrovò alla vigilia della giornata conclusiva con due punti di vantaggio e una differenza reti migliore di sei gol rispetto ai rivali.
All'ultima giornata le contemporanee marcature di Sabri Lamouchi dell'Auxerre contro il Lens e di Bruno Rodriguez per il Metz resero i Grenats virtualmente campioni alla chiusura del primo tempo, ma il pareggio di Yoann Lachor in apertura della seconda frazione di gioco consegnò il titolo al Lens, premiato da una miglior differenza reti sui Grenats. Tale risultato si rivelò decisivo anche in chiave europea, poiché il pareggio ottenuto con il Lens impedì all'Auxerre di raggiungere un Olympique Lione a -3 e svantaggiato dalla differenza reti: i Gones ebbero quindi accesso alla Coppa UEFA con Monaco, Olympique Marsiglia e Bordeaux mentre l'Auxerre ebbe accesso all'Intertoto. L'ultimo posto utile per il torneo di accesso alla Coppa UEFA fu invece appannaggio del Bastia, in sostituzione del Paris Saint-Germain già qualificato in Coppa delle Coppe.
Sconfiggendo il Tolosa all'ultima giornata, il Rennes poté salvarsi ai danni del Guingamp, che raggiunse in Division 2 l'esordiente Châteauroux e il Cannes, fuori dai giochi con un turno di anticipo.

## Squadre partecipanti
| Club                | Stagione | Città       | Stadio                       | Stagione precedente     |
| ------------------- | -------- | ----------- | ---------------------------- | ----------------------- |
| Auxerre             | dettagli | Auxerre     | Stadio dell'Abbé-Deschamps   | 6º posto in Division 1  |
| Bastia              | dettagli | Bastia      | Stadio Armand Cesari         | 7º posto in Division 1  |
| Bordeaux            | dettagli | Bordeaux    | Parc Lescure                 | 4º posto in Division 1  |
| Cannes              | dettagli | Cannes      | Stadio Pierre de Coubertin   | 15º posto in Division 1 |
| Châteauroux         | dettagli | Châteauroux | Stadio Gaston Petit          | 1º posto in Division 2  |
| Guingamp            | dettagli | Guingamp    | Stade de Roudourou           | 12º posto in Division 1 |
| Le Havre            | dettagli | Le Havre    | Stadio Jules-Deschaseaux     | 14º posto in Division 1 |
| Lens                | dettagli | Lens        | Stade Félix Bollaërt         | 13º posto in Division 1 |
| Metz                | dettagli | Metz        | Stadio Saint-Symphorien      | 5º posto in Division 1  |
| Monaco              | dettagli | Monaco      | Stadio Louis II              | Campione di Francia     |
| Montpellier         | dettagli | Montpellier | Stadio della Mosson          | 10º posto in Division 1 |
| Nantes              | dettagli | Nantes      | Stadio della Beaujoire       | 3º posto in Division 1  |
| Olympique Lione     | dettagli | Lione       | Stadio di Gerland            | 8º posto in Division 1  |
| Olympique Marsiglia | dettagli | Marsiglia   | Stadio Vélodrome             | 11º posto in Division 1 |
| Paris Saint-Germain | dettagli | Parigi      | Parco dei Principi           | 2º posto in Division 1  |
| Rennes              | dettagli | Rennes      | Stade de la Route de Lorient | 16º posto in Division 1 |
| Strasburgo          | dettagli | Strasburgo  | Stadio della Meinau          | 9º posto in Division 1  |
| Tolosa              | dettagli | Tolosa      | Stadium Municipal            | 2º posto in Division 2  |

## Allenatori e primatisti
| Club                | Allenatore                                       | Calciatore più presente                                      | Cannoniere              |
| ------------------- | ------------------------------------------------ | ------------------------------------------------------------ | ----------------------- |
| Auxerre             | Guy Roux                                         | Frédéric Danjou (33)                                         | Stéphane Guivarc'h (21) |
| Bastia              | Frédéric Antonetti                               | Eric Durand (34)                                             | Adrijan Kozniku (5)     |
| Bordeaux            | Guy Stéphan (1ª-21ª) Élie Baup (21ª-34ª)         | Sylvain Wiltord (34)                                         | Lilian Laslandes (14)   |
| Cannes              | Adick Koot                                       | Patrick Barul (27)                                           | Marco Grassi (6)        |
| Châteauroux         | Victor Zvunka                                    | Frédéric Gueguen (33)                                        | Laurent Dufresne (6)    |
| Guingamp            | Francis Smerecki                                 | Yannick Baret (33)                                           | Daniel Moreira (8)      |
| Le Havre            | Denis Troch                                      | Vikash Dhorasoo Ludovic Pollet (34)                          | Cyrille Pouget (7)      |
| Lens                | Daniel Leclercq                                  | Guillaume Warmuz (34)                                        | Anto Drobnjak (14)      |
| Metz                | Joël Muller                                      | Sylvain Kastendeuch Lionel Letizi (34)                       | Bruno Rodriguez (13)    |
| Monaco              | Jean Tigana                                      | Fabien Barthez Ali Benarbia Thierry Henry Victor Ikpeba (30) | David Trézéguet (18)    |
| Montpellier         | Michel Mézy                                      | Jean-Christophe Rouviere (33)                                | Ibrahima Bakayoko (7)   |
| Nantes              | Raynald Denoueix                                 | Frédéric Da Rocha Mickaël Landreau (33)                      | Jocelyn Gourvennec (12) |
| Olympique Lione     | Bernard Lacombe                                  | Christophe Delmotte (32)                                     | Alain Caveglia (10)     |
| Olympique Marsiglia | Rolland Courbis                                  | Claude Makélélé (32)                                         | Laurent Blanc (11)      |
| Paris Saint-Germain | Ricardo Gomes e Joël Bats                        | Franck Gava (31)                                             | Marco Simone (13)       |
| Rennes              | Guy David                                        | Stéphane Gregoire Tony Heurtebis (34)                        | Nicolas Goussé (9)      |
| Strasburgo          | Jacky Duguépéroux (1ª-22ª) René Girard (23ª-34ª) | Gérald Baticle (34)                                          | Gérald Baticle (8)      |
| Tolosa              | Alain Giresse                                    | Eric Taborda (33)                                            | Joël Tiéhi (10)         |

## Classifica finale
|  | Pos. | Squadra             | Pt | G  | V  | N  | P  | GF | GS | DR  |
|  | ---- | ------------------- | -- | -- | -- | -- | -- | -- | -- | --- |
|  | 1.   | Lens                | 68 | 34 | 21 | 5  | 8  | 55 | 30 | +25 |
|  | 2.   | Metz                | 68 | 34 | 20 | 8  | 6  | 48 | 28 | +20 |
|  | 3.   | Monaco              | 59 | 34 | 18 | 5  | 11 | 51 | 33 | +18 |
|  | 4.   | Olympique Marsiglia | 57 | 34 | 16 | 9  | 9  | 47 | 27 | +20 |
|  | 5.   | Bordeaux            | 56 | 34 | 15 | 11 | 8  | 49 | 41 | +8  |
|  | 6.   | Olympique Lione     | 53 | 34 | 16 | 5  | 13 | 39 | 37 | +2  |
|  | 7.   | Auxerre             | 51 | 34 | 14 | 9  | 11 | 55 | 45 | +10 |
|  | 8.   | Paris Saint-Germain | 50 | 34 | 14 | 8  | 12 | 43 | 35 | +8  |
|  | 9.   | Bastia              | 50 | 34 | 13 | 11 | 10 | 36 | 31 | +5  |
|  | 10.  | Le Havre            | 44 | 34 | 10 | 14 | 10 | 38 | 35 | +3  |
|  | 11.  | Nantes              | 41 | 34 | 11 | 8  | 15 | 35 | 41 | -6  |
|  | 12.  | Montpellier         | 41 | 34 | 10 | 11 | 13 | 32 | 42 | -10 |
|  | 13.  | Strasburgo          | 37 | 34 | 9  | 10 | 15 | 39 | 43 | -4  |
|  | 14.  | Rennes              | 36 | 34 | 9  | 9  | 16 | 36 | 48 | -12 |
|  | 15.  | Tolosa              | 36 | 34 | 9  | 9  | 16 | 26 | 46 | -20 |
|  | 16.  | Guingamp            | 35 | 34 | 9  | 8  | 17 | 30 | 42 | -12 |
|  | 17.  | Châteauroux         | 31 | 34 | 8  | 7  | 19 | 31 | 59 | -28 |
|  | 18.  | Cannes              | 28 | 34 | 7  | 7  | 20 | 32 | 59 | -27 |

Legenda:
      Campione di Francia e ammessa alla UEFA Champions League 1998-1999.
      Ammesse alla UEFA Champions League 1998-1999.
      Ammesse alla Coppa UEFA 1998-1999.
      Ammesse alla Coppa Intertoto 1998-1999.
      Ammesse alla Coppa delle Coppe 1998-1999.
      Retrocesse in Division 2 1998-1999.
Note:
Tre punti a vittoria, uno a pareggio, zero a sconfitta.

### Squadra campione
| Formazione tipo | Giocatori (presenze)   |
| --- | ---------------------- |
| Warmuz Magnier Wallemme Sikora Lachor Debève Ziani Déhu Vairelles Šmicer Drobnjak | Guillaume Warmuz (34)  |
| Warmuz Magnier Wallemme Sikora Lachor Debève Ziani Déhu Vairelles Šmicer Drobnjak | Cyrille Magnier (26)   |
| Warmuz Magnier Wallemme Sikora Lachor Debève Ziani Déhu Vairelles Šmicer Drobnjak | Jean-Guy Wallemme (28) |
| Warmuz Magnier Wallemme Sikora Lachor Debève Ziani Déhu Vairelles Šmicer Drobnjak | Éric Sikora (33)       |
| Warmuz Magnier Wallemme Sikora Lachor Debève Ziani Déhu Vairelles Šmicer Drobnjak | Yoann Lachor (27)      |
| Warmuz Magnier Wallemme Sikora Lachor Debève Ziani Déhu Vairelles Šmicer Drobnjak | Frédéric Déhu (32)     |
| Warmuz Magnier Wallemme Sikora Lachor Debève Ziani Déhu Vairelles Šmicer Drobnjak | Michaël Debève (29)    |
| Warmuz Magnier Wallemme Sikora Lachor Debève Ziani Déhu Vairelles Šmicer Drobnjak | Stéphane Ziani (32)    |
| Warmuz Magnier Wallemme Sikora Lachor Debève Ziani Déhu Vairelles Šmicer Drobnjak | Tony Vairelles (32)    |
| Warmuz Magnier Wallemme Sikora Lachor Debève Ziani Déhu Vairelles Šmicer Drobnjak | Vladimír Šmicer (28)   |
| Warmuz Magnier Wallemme Sikora Lachor Debève Ziani Déhu Vairelles Šmicer Drobnjak | Anto Drobnjak (31)     |
| Altri giocatori: Philippe Brunel (33), Wagneau Eloi (20), Hervé Arsène (19), Marc-Vivien Foé (18), José Pierre-Fanfan (12), Xavier Méride (7), Wilson Oruma (7); Aboubacar Sankharé (3), Romain Pitau (2). |                        |

## Statistiche

### Squadre

#### Capoliste solitarie
|    | —— | —— | ——   | ——   | ——   | ——   | ——   | ——   | ——   | ——   | ——   | ——  | ——  | ——  | ——  | ——           | ——   | ——  | ——  | ——     | ——   | ——   | ——   | ——   | ——  | ——  | ——  | ——   | ——   | ——   | ——   | ——   | ——   | —— |  |
|    |    |    | Metz | Metz | Metz | Metz | Metz | Metz | Metz | Metz | Metz | PSG | PSG | PSG |     | O. Marsiglia | Metz |     |     | Monaco | Metz | Metz | Metz | Metz |     |     |     | Metz | Metz | Lens | Lens | Lens | Lens |    |  |
|    |    |    |      |      |      |      |      |      |      |      |      |     |     |     |     |              |      |     |     |        |      |      |      |      |     |     |     |      |      |      |      |      |      |    |  |
|    |    |    |      |      |      |      |      |      |      |      |      |     |     |     |     |              |      |     |     |        |      |      |      |      |     |     |     |      |      |      |      |      |      |    |  |
| 1ª | 2ª | 3ª | 4ª   | 5ª   | 6ª   | 7ª   | 8ª   | 9ª   | 10ª  | 11ª  | 12ª  | 13ª | 14ª | 15ª | 16ª | 17ª          | 18ª  | 19ª | 20ª | 21ª    | 22ª  | 23ª  | 24ª  | 25ª  | 26ª | 27ª | 28ª | 29ª  | 30ª  | 31ª  | 32ª  | 33ª  | 34ª  |    |  |

#### Primati stagionali
Squadre
- Maggior numero di vittorie: Lens (21)
- Minor numero di sconfitte: Metz (6)
- Miglior attacco: Lens e Auxerre (55)
- Miglior difesa: Olympique Marsiglia (25)
- Miglior differenza reti: Lens (+25)
- Maggior numero di pareggi: Le Havre (14)
- Minor numero di vittorie: Cannes (7)
- Maggior numero di sconfitte: Cannes (20)
- Peggiore attacco: Tolosa (26)
- Peggior difesa: Châteauroux, Cannes (59)
- Peggior differenza reti: Châteauroux (-28)

### Individuali

#### Classifica marcatori
| Gol | Rigori |  | Giocatore          | Squadra             |
| --- | ------ |  | ------------------ | ------------------- |
| 21  | 3      |  | Stéphane Guivarc'h | Auxerre             |
| 18  | 1      |  | David Trézéguet    | Monaco              |
| 16  |        |  | Victor Ikpeba      | Monaco              |
| 14  |        |  | Anto Drobnjak      | Lens                |
| 14  | 2      |  | Lilian Laslandes   | Bordeaux            |
| 13  |        |  | Bruno Rodriguez    | Metz                |
| 13  | 1      |  | Marco Simone       | Paris Saint-Germain |
| 12  | 3      |  | Jocelyn Gourvennec | Nantes              |
| 11  | 1      |  | Laurent Blanc      | Olympique Marsiglia |
| 11  | 2      |  | Robert Pirès       | Metz                |
| 11  | 3      |  | Stéphane Ziani     | Lens                |
| 10  |        |  | Alain Caveglia     | Olympique Lione     |
| 10  |        |  | Raí                | Paris Saint-Germain |
| 10  |        |  | Joël Tiéhi         | Tolosa              |
| 10  | 1      |  | Sylvain Wiltord    | Bordeaux            |

## Percorso dei club nelle coppe europee
| Club                | Competizione          | Risultato        | Ultimo avversario             |
| ------------------- | --------------------- | ---------------- | ----------------------------- |
| Monaco              | Uefa Champions League | Semifinali       | Juventus (1-4; 3-2)           |
| Paris Saint-Germain | Uefa Champions League | Primo turno      | Fase a gironi                 |
| Nizza               | Coppa delle Coppe     | Ottavi di finale | Slavia Praga (2-2; 1-1)       |
| Auxerre             | Coppa UEFA            | Quarti di finale | Lazio (0-1; 2-2)              |
| Strasburgo          | Coppa UEFA            | Ottavi di finale | Inter (2-0; 0-3)              |
| Olympique Lione     | Coppa UEFA            | Secondo turno    | Inter (1-2; 3-1)              |
| Metz                | Coppa UEFA            | Secondo turno    | Karlsruher (0-2; 1-1)         |
| Bastia              | Coppa UEFA            | Secondo turno    | Steaua Bucarest (0-1; 3-2)    |
| Bordeaux            | Coppa UEFA            | Primo turno      | Aston Villa (0-0; 0-1 d.t.s.) |
| Nantes-Atlantique   | Coppa UEFA            | Primo turno      | Rotor (2-2; 0-1)              |
| Bastia              | Coppa Intertoto UEFA  | Campione         | Halmstad (0-1; 1-1 d.t.s.)    |
| Olympique Lione     | Coppa Intertoto UEFA  | Campione         | Montpellier (1-0; 3-2)        |
| Auxerre             | Coppa Intertoto UEFA  | Campione         | Duisburg (0-0; 2-0)           |
| Montpellier         | Coppa Intertoto UEFA  | Finali           | Olympique Lione (0-1; 2-3)    |